# Cnemaspis phuketensis
Cnemaspis phuketensis es una especie de gecos de la familia Gekkonidae.

## Distribución geográfica
Es endémica de Phuket (Tailandia).